# Афанасьєва Неліда Василівна
Неліда Василівна Афанасьєва (нар. 20 червня 1946, Хабаровськ, РРФСР) — українська піаністка. Заслужена артистка України (1990).

## Життєпис
Закінчила музичну школу і з відзнакою Київське музичне училище ім. Глієра (клас Л. Б. Шур).
Лауреат республіканського конкурсу піаністів (1964).
Закінчила Київську консерваторію (1970, кл. О. Г. Холодної, О. Д. Іноземцева).
По закінченню — концертмейстер та солістка Київської державної філармонії (нині — Національна філармонія України).
Як концертмейстер гастролювала з відомими українськими співаками по Україні та за кордоном — Дмитром Гнатюком, Євг. Мірошниченко, А. Солов'яненком, Марією Стеф'юк, Анатолієм Кочергою, Миколою Кондратюком, Валерієм Буймістером, Людмилою Юрченко, Тарасом Штондою та ін. Підготувала численні сольні програми із солістами філармонії.
Брала участь у проведенні Декад української літератури і мистецтва в республіках колишнього Радянського Союзу, побувала на гастролях в Іспанії, Німеччині, Фінляндії, Японії, Бельгії, Нідерландах, Люксембурзі, Австралії і Новій Зеландії та ін.
З 1960 р. гастролює у складі фортепіанного дуету з С. П. Глух, виконуючи монографічні програми зарубіжної класики, української класичної і сучасної музики. Про дует знято музичний т/ф «Настрої» (1984, реж. Ю. Суярко, студія «Укртелефільм»).
Має фондові записи, грамплатівки.
З 1992 — викладач, доцент (від 1994) кафедри фортепіанного виконавства і художньої культури Інституту мистецтв Національного педагогічного університету ім. М. П. Драгоманова.
Чоловік: Віктор Тіткін — співак, заслужений артист України.